# Brachyrhopala aurimaculata
Brachyrhopala aurimaculata är en tvåvingeart som beskrevs av Clements 2000. Brachyrhopala aurimaculata ingår i släktet Brachyrhopala och familjen rovflugor. Inga underarter finns listade i Catalogue of Life.